# Pekanbaru
Pekanbaru (jelentése: új piac, új város) város Indonéziában, Szumátra középső részén, az Egyenlítő közelében. Riau tartomány székhelye. Lakossága közel 1,1 millió fő volt 2014-ben.

## Gazdasági élet
Gazdaságának alapja a tartomány kőolajkitermelése. A nemzetközi olajtársaságok, az amerikai Chevron, valamint indonéz vállalatok hoztak létre irodákat a városban. Pekanbaru közúton csatlakozik a Szumátra keleti partján fekvő Dumai kőolajfinomítóihoz és exportáló kikötőjéhez. Virágzik a kaucsukfeldolgozás is.

## Földrajz

### Éghajlat
| Hónap                                       | Jan. | Feb. | Már. | Ápr. | Máj. | Jún. | Júl. | Aug. | Szep. | Okt. | Nov. | Dec. | Év   |
| ------------------------------------------- | ---- | ---- | ---- | ---- | ---- | ---- | ---- | ---- | ----- | ---- | ---- | ---- | ---- |
| Átlagos max. hőmérséklet (°C)               | 31,7 | 32,4 | 33,0 | 33,4 | 33,4 | 33,3 | 33,0 | 32,9 | 32,7  | 32,8 | 32,4 | 31,7 | 32,7 |
| Átlaghőmérséklet (°C)                       | 27,1 | 27,5 | 27,8 | 28,2 | 28,3 | 28,1 | 27,8 | 27,7 | 27,6  | 27,8 | 27,5 | 27,2 | 27,7 |
| Átlagos min. hőmérséklet (°C)               | 22,5 | 22,5 | 22,6 | 22,9 | 23,1 | 22,9 | 22,5 | 22,5 | 22,4  | 22,7 | 22,6 | 22,6 | 22,7 |
| Átl. csapadékmennyiség (mm)                 | 240  | 199  | 262  | 257  | 203  | 133  | 123  | 177  | 224   | 280  | 312  | 286  | 2696 |
| Forrás: Pekanbaru weather, Climate-Data.org |      |      |      |      |      |      |      |      |       |      |      |      |      |

## Látnivalók

### A városban
- An-Nur-mecset
- Mesjid Raya Pekanbaru (mecset)
- Ar-Rahmam (mecset)
- Marhum Bukit (temető)
- Pasar Pusat (piac)
- Museum Negeri (múzeum)
- Sang Nila Utama (múzeum)
- Riau Kulturális Park

### A régióban
- A várostól 80 km-re nyugatra 9-11. századi buddhista romok: Muaro Takus
- A várostól 135 km-re egy elefántkiképző központ: Sabanga. 19 km-re Duri településétől.

## Közlekedés
A városban a tömegközlekedés fajtáját a buszok és az iránytaxik (oplet) képviselik. Ezeken kívül még taxit használhatunk. Az ország más részein használatos becak (kerékpáros riksa) itt nem közlekedik.
A város nemzetközi repteréről indonéz és maláj városok elérhetők, továbbá Szingapúr.

## Közigazgatási beosztás
A város 12 körzetre van felosztva:
| Kerület        | Székhely          |
| -------------- | ----------------- |
| Bukit Raya     | Simpang Tiga      |
| Lima Puluh     | Rinties           |
| Marpoyan Damai | Tangkerang Tengah |
| Payung Sekaki  | Labuh Baru Timur  |
| Pekanbaru Kota | Tanah Tinggi      |
| Sail           | Cinta Raja        |
| Senapelan      | Padang Bulan      |
| Sukajadi       | Sukajadi          |
| Rumbai         | Sri Meranti       |
| Rumbai Pesisir | Lembah Damai      |
| Tampan         | Sudomulyo Timur   |
| Tenayan Raya   | Kulim             |

## Fordítás
- Ez a szócikk részben vagy egészben  a   Pekanbaru című angol Wikipédia-szócikk fordításán alapul.  Az eredeti cikk szerkesztőit annak laptörténete sorolja fel. Ez a jelzés csupán a megfogalmazás eredetét és a szerzői jogokat jelzi, nem szolgál a cikkben szereplő információk forrásmegjelöléseként.